# Rennes-le-Château
Rennes-le-Château – miejscowość i gmina we Francji, w regionie Oksytania, w departamencie Aude. Położona jest pomiędzy górami Sewenny znajdującymi się na północnym wschodzie oraz Pirenejami na południu. Okolica znana jest z malowniczych krajobrazów, postrzępionych pasm górskich, głębokich kanionów rzecznych i wapiennych płaskowyży z dużymi jaskiniami.
Według danych na rok 2007 gminę zamieszkiwało 91 osób, a gęstość zaludnienia wynosiła 6,2 osób/km² (wśród 1545 gmin Langwedocji-Roussillon Rennes-le-Château plasuje się na 813. miejscu pod względem liczby ludności, natomiast pod względem 
powierzchni na miejscu 542.).
Miejscowość zyskała międzynarodową sławę za sprawą XIX-wiecznego księdza Bérengera Saunière’a i narosłych wokół niego teorii spiskowych sugerujących, że odkrył on ogromny skarb. Jego historia przyciąga do miasteczka dziesiątki tysięcy turystów każdego roku. 

## Historia
Rennes-le-Château podobnie jak wiele europejskich wsi ma złożoną historię. Początkowo znajdowało się tam prehistoryczne obozowisko, później rzymska kolonia (lub przynajmniej willa albo świątynia), będąca częścią rzymskiej prowincji Gallia Narbonensis.
W VI i VII wieku n.e. czyli w okresie przejściowym, kiedy to francuski król Chlodwig I pokonał Wizygotów, Rennes-le-Château było częścią Septymanii
Do 1050 roku władzę nad całym obszarem sprawowali władcy Tuluzy, którzy wznieśli wiele zamków, w tym ok. 1002 roku w Rennes-le-Château. Jednakże jego obecne ruiny są pozostałością po XVII lub XVIII- wiecznej budowli.

## Kościół Św. Marii Magdaleny
Znajdujący się w Rennes-le-Château kościółek pod wezwaniem Św. Marii Magdaleny ma równie złożoną historię co sama miejscowość. Badania wskazują, że po raz pierwszy wzniesiono go ok. VIII wieku, jednakże prawie na pewno w X lub XI wieku był już w ruinie. Wtedy też na jego miejscu postawiono nową świątynię, która po drobnych naprawach przetrwała do XIX wieku, kiedy to miejscowy ksiądz Bérenger Saunière przeprowadził gruntowny remont. Z zachowanych pokwitowań i ksiąg rachunkowych duchownego wynika, że renowacja kościoła oraz cmentarza, na przestrzeni dziesięciu lat (1887-1897), wyniosła 11 605 franków. Obecnie kościół posiada status monument historique. 
Nad wejściem Saunière umieścił łacińską inskrypcję „Terribilis est locus iste” („To jest miejsce przerażające”). Jej dalsza część wyryta na łuku nad dwoma frontowymi drzwiami i mówi: „to jest dom Boga, brama nieba i będzie nazywana królewskim dworem Boga”.
Kiedy w listopadzie 1896 r. duchowny zlecił znanemu rzeźbiarzowi i malarzowi Giscardowi z Tuluzy ozdobienie kościoła nowymi posągami świętych, zlecił mu również wykonanie rzeźby diabła podtrzymującego aspersorium. Była to niezwykła i rzadko spotykana figura we francuskich kościołach, ale w 1996 roku jego głowa została skradziona i do tej pory jej nie odzyskano. Wszystkie elementy i posągi, które wykonał Giscard nie były jednak robione na specjalne zamówienie, ale zostały wybrane przez Saunière’a z jego katalogu.
Ksiądz po odrestaurowaniu kościoła sfinansował budowę również innego obiektu poświęconego Marii Magdalenie. Była nią wieża Magdala połączona z oranżerią, wzniesiona na skraju wsi, w której duchowny zrobił bibliotekę.
Po zakończeniu prac renowacyjnych, kościół został ponownie konsekrowany przez biskupa Billarda w 1897 roku. Ponadto biskup ufundował również krzyż dla nowo powstałej przykościelnej Golgoty.